# Hoàng Dịch (nhà triện khắc)
Hoàng Dịch (chữ Hán: 黄易, 12 tháng 11 năm 1744 – 26 tháng 3 năm 1802), tự Đại Dịch, Đại Nghiệp, hiệu Tiểu Tùng, Thu Am, Thu ảnh am chủ, Liên Tông đệ tử, Tán Hoa than nhân, người Tiền Đường, Chiết Giang (nay là Hàng Châu), nhà triện khắc, nhà thư pháp, một trong Tây Linh bát gia đời Thanh.

## Tiểu sử
Cha là Hoàng Thụ Cốc, nổi tiếng hiếu thảo, khéo viết chữ lệ, thông hiểu Kim thạch học . Dịch nối nghiệp cha, đối với các món vạc đồng, bia đá , ăn ngủ đều ở bên, nên cũng trở thành danh gia. Dịch làm quan đến Sơn Đông Vận Hà đồng tri, có tiếng là siêng năng với chức trách.
Dịch thờ đồng hương Đinh Kính làm thầy, cùng ông ta được người đời gọi là "Đinh Hoàng phái", là nhánh chủ lưu của nghệ thuật triện khắc đương thời. Hai người Đinh, Hoàng được xếp vào Tây Linh bát gia, tức những người có công đưa Hàng Châu trở thành trung tâm của nghệ thuật triện khắc Trung Quốc .

## Thành tựu
Chữ Lệ của Dịch mô phỏng Vũ Ban bi, Hiệu quan bi, còn chữ Tiểu Lệ dựa theo văn tự trên thạch thất trong Vũ Lương từ , lại hiểu biết văn tự cổ trên chung đỉnh, hình thành phong cách cổ nhã; khẩu hiệu của ông là 小心落墨, 大胆奏刀/tiểu tâm lạc mặc, đại đảm tấu đao (tạm dịch: cẩn thận chấm bút, mạnh dạn dùng đao).
Dịch sưu tầm văn bản cổ, trước tác Tiểu Bồng Lai các kim thạch văn mục, lại sao chép văn tự cổ, biên soạn Thu Ảnh am chủ ấn phổ. Đời sau có đồng hương Hà Nguyên Tích in rập các tác phẩm triện khắc của ông và Đinh Kính, biên soạn Đinh Hoàng ấn phổ .

## Hậu thế tưởng nhớ
Cổ Cung bác vật viện tiến hành triển lãm các phẩm triện khắc của Dịch với nhan dề Bồng Lai túc ước – Cố Cung tàng Hoàng Dịch Tiểu Bồng Lai các Hán Ngụy bi khắc đặc triển từ ngày 15/11/2009 đến 01/03/2010; tổ chức hội thảo nghiên cứu chuyên đề Hoàng Dịch dữ kim thạch học vào các ngày 17, 18 tháng 11/2009, có 34 luận văn tham gia. Xem thêm tại đây Lưu trữ ngày 7 tháng 2 năm 2016 tại Wayback Machine.